# Федеріко Вайро
Федеріко Вайро (ісп. Federico Vairo, 27 січня 1930, Росаріо — 7 грудня 2010, Буенос-Айрес) — аргентинський футболіст, який грав на позиції захисника. Відомий своїми виступами за «Рівер Плейт» та національну збірну Аргентини на чемпіонаті світу 1958 року.
Молодший брат, Хуан Аполоніо Вайро Морамарко, також професіональний футболіст, який відіграв, зокрема, один сезон у туринському «Ювентусі».

## Клубна кар'єра

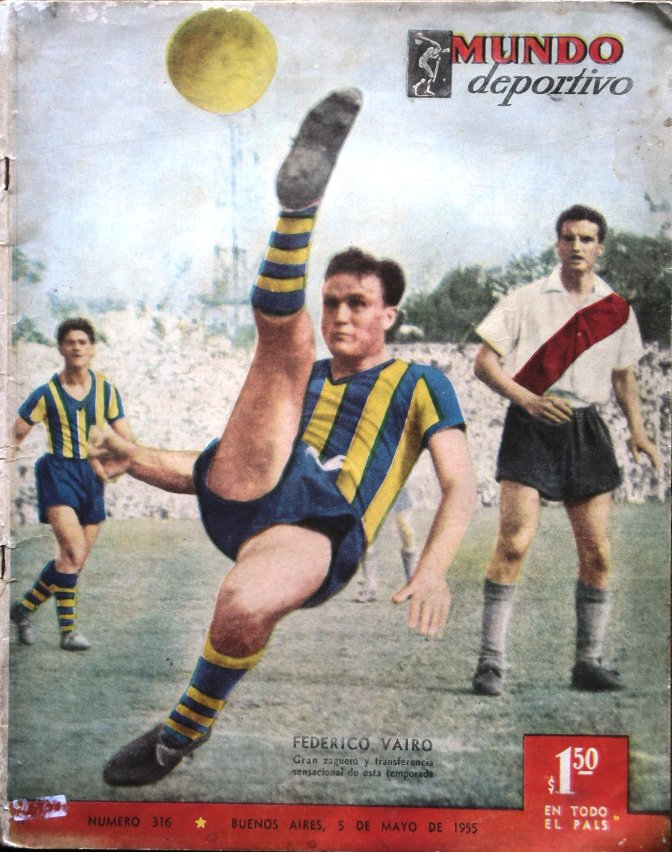
Обкладинка «Mundo Deportivo» з Федеріко Вайро у футболці «Росаріо Сентраль».

Народився в Росаріо. Футбольну кар'єру розпочав 1947 року в складі «Росаріо Сентраль» з рідного міста, у футболці клубу якого провів 8 сезонів. Потім переїхав до «Рівер Плейта», у складі якого з 1955 по 1957 рік тричі поспіль вигравав національний чемпіонат.
У 1960 році приєднався до чилійського «О'Гіґґінса». У своєму дебютному сезоні в новій команді допоміг «О'Гіґґінсу» фінішувати в середині турнірної таблиці національного чемпіонату, але в 1963 році команда посіла останнє 18-е місце й понизилася в класі. У 1964 році «О'Гіґґінс» виграв Другий дивізіон Чилі та повернувся до Прімери, цей титул так і залишився єдиним в історії клубу. У 1965 році Вайро присвятив своє життя нижчим лігам на посаді тренера клубу «Рівер Плейт», де він відповідав за тренування та перетворення любителів на професіоналів, які пізніше грали у першому дивізіоні.
У період з 1999 по 2010 рік працював скаутом з пошуку юних футболістів в провінції Санта-Фе клубу «Рівер Плейт».
У 2005 році він отримав нагороду на честь святкування 50-річного ювілеї «О'Гіґґінс».
| Сезон | Клуб             | Титул                      |
| ----- | ---------------- | -------------------------- |
| 1955  | Рівер Плейт      | Прімера Дивізіон Аргентину |
| 1956  | Рівер Плейт      | Прімера Дивізіон Аргентину |
| 1957  | Рівер Плейт      | Прімера Дивізіон Аргентину |
| 1964  | «О'Гіґґінс»      | Другий дивізіон Чилі       |
| 1967  | «Депортіво Калі» | Копа Мустанг               |

## Кар'єра в збірній
У футболці національної збірної Аргентини дебютував 1955 року. У період з 1955 по 1958 рік зіграв 41 поєдинок за національну команду. Певний період часу залишався рекордсменом збірної Аргентини за кількістю зіграних матчів. Цей рекорд було побито в 1990-х років. Допоміг аргентинцям виграти Чемпіонат Південної Америки 1957 року. Учасник чемпіонату світу 1958 року в Швеції.
| Сезон | Клуб      | Титул         |
| ----- | --------- | ------------- |
| 1957  | Аргентина | Кубок Америки |

## Титули і досягнення
- Чемпіон Південної Америки: 1955, 1957
- Бронзовий призер Чемпіонату Південної Америки: 1956

## Смерть
7 грудня 2010 року Федеріко Вайро помер у лікарні Буенос-Айреса від раку шлунка. Його пережили брат Хуан Вайро, дружина Марта та троє дітей — Грасіела, Даніель та Клавдія.